# 川尻秋生
川尻 秋生（かわじり あきお、1961年10月5日 - ）は、日本の歴史学者（古代史）、早稲田大学文学学術院教授。千葉県佐原市（現・香取市）出身。

## 経歴
- 1984年 - 早稲田大学第一文学部日本史学卒業
- 1986年 - 同大学院文学研究科修士課程修了、千葉県教育庁文化課博物館準備室勤務。
- 1989年 - 千葉県立中央博物館学芸研究員、上席研究員
- 2002年 - 「古代東国史の基礎的研究」で早大博士（文学）。
- 2007年 - 早稲田大学文学学術院准教授。
- 2011年 - 早稲田大学文学学術院教授。

## 著書
- 『日本古代の格と資財帳』（吉川弘文館） 2003年
- 『古代東国史の基礎的研究 』（塙書房） 2003年
- 『平将門の乱』（吉川弘文館、戦争の日本史4） 2007年
- 『揺れ動く貴族社会 平安時代』（小学館、全集日本の歴史4） 2008年
- 『平安京遷都』（岩波新書、シリーズ日本古代史） 2011年
- 『古代の東国2 坂東の成立 飛鳥・奈良時代』（吉川弘文館） 2017年

### 共編
- 『将門記を読む』（吉川弘文館、歴史と古典） 2009年
- 『日本古代の運河と水上交通』（鈴木靖民, 鐘江宏之共編、八木書店古書出版部） 2015

## 論文
- ＜川尻秋生